# Glenwood Springs
Glenwood Springs is een plaats (city) in de Amerikaanse staat Colorado, en valt bestuurlijk gezien onder Garfield County.

## Demografie
Bij de volkstelling in 2000 werd het aantal inwoners vastgesteld op 7736.
In 2006 is het aantal inwoners door het United States Census Bureau geschat op 8765, een stijging van 1029 (13,3%).

## Geografie
Volgens het United States Census Bureau beslaat de plaats een oppervlakte van
12,4 km², geheel bestaande uit land. Glenwood Springs ligt op ongeveer 1745 m boven zeeniveau.

## Plaatsen in de nabije omgeving
De onderstaande figuur toont nabijgelegen plaatsen in een straal van 40 km rond Glenwood Springs.